# 卡迪夫機場
卡迪夫機場（英語：Cardiff Airport）是英國威爾斯首府卡迪夫的國際機場，由威爾斯政府所有，主要服務卡迪夫和南威尔士地区。机场位于距卡迪夫市中心以西12 mi（19 km）的鲁斯。

## 历史

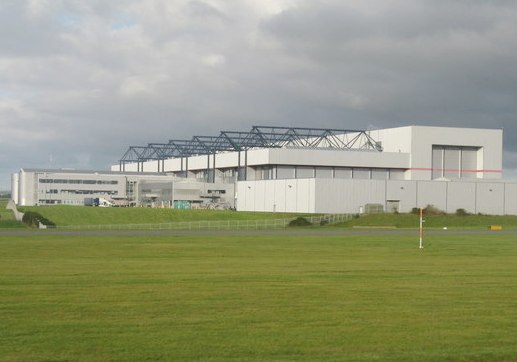
卡迪夫机场的英航机库和维修中心（摄于2010年）

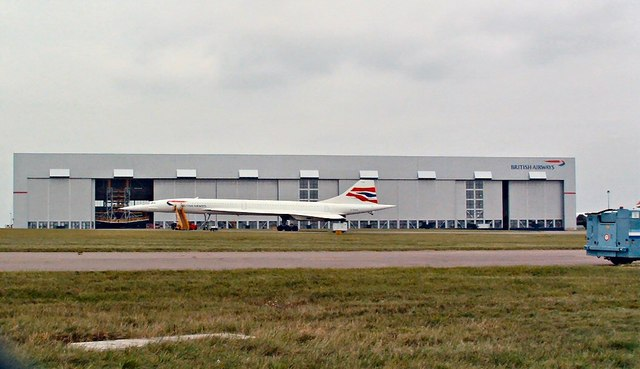
2002年停泊于卡迪夫机场英航机库外的一架协和式客机

1940年代初，英國空軍部在格拉摩根谷的鄉村地區徵用了土地，用於建造一座戰時衛星機場和訓練基地，並將其命名為“魯斯皇家空軍基地”（RAF Rhoose），供英國皇家空軍噴火式戰鬥機飛行員使用。該基地於1941年開始建設，並於1942年4月7日正式投入使用，由第53作戰訓練部隊接手。.
第二次世界大戰後，機場逐漸廢棄。1951年，出生於布里真德的民航部長戴維·里斯-威廉斯（David Rees-Williams）呼籲在南威爾斯建造一座商業機場。政府接受了他的建議，航空部開始將廢棄的彭加姆荒原機場改建為民用機場。

### 首航
1952年，愛爾蘭航空開通了卡迪夫彭加姆荒野机场飛往都柏林的航班。1954年4月1日，位于彭加姆荒原的舊卡迪夫市立機場的民航航班转场至魯斯的新卡迪夫機場。

## 交通
航站楼可经接驳公交车换乘南威地铁的加帝夫国际机场站。
- 304路
- 905路（铁路接驳线）

## 外部連結
维基共享资源上的相關多媒體資源：卡迪夫機場
- 官方網站（页面存档备份，存于）